# RPM Open 2020
RPM Open 2020 byl tenisový turnaj pořádaný jako součást mužského okruhu ATP Challenger Tour, který se odehrával na antukových dvorcích žižkovského areálu TK Spoje Praha. Konal se mezi 22. až 30. srpnem 2020 v české metropoli Praze.
Turnaj s rozpočtem 137 560 eur patřil do nejvyšší kategorie Challenger 125. Prvním nasazeným ve dvouhře se stal sedmnáctý tenista světa Stan Wawrinka ze Švýcarska, jenž před čtvrtfinálem odstoupil pro zranění stehenního svalu. Jako poslední přímý účastník do singlové soutěže nastoupil 261. hráč žebříčku, Tunisan Malek Džazírí.
Druhou singlovou trofej na challengerech vybojoval 26letý Rus Aslan Karacev z konce druhé světové stovky. Čtyřhru vyhráli Nizozemci Sander Arends a David Pel, kteří získali třetí společný challenger.

## Rozdělení bodů a finančních odměn

### Rozdělení bodů
| Soutěž  | vítězové | finalisté | semifinalisté | čtvrtfinalisté | 16 v kole | 32 v kole | 48 v kole | Q2 | Q1 |
| ------- | -------- | --------- | ------------- | -------------- | --------- | --------- | --------- | -- | -- |
| dvouhra | 125      | 75        | 45            | 25             | 10        | 5         | 0         | 1  | 0  |
| čtyřhra | 125      | 75        | 45            | 25             | 0         | —         | —         | —  | —  |

### Finanční odměny
| Soutěž                              | vítězové | finalisté | semifinalisté | čtvrtfinalisté | 16 v kole | 32 v kole | 48 v kole | Q2  | Q1  |
| ----------------------------------- | -------- | --------- | ------------- | -------------- | --------- | --------- | --------- | --- | --- |
| dvouhra                             | 18 290 € | 10 770 €  | 6 370 €       | 3 710 €        | 2 180 €   | 1 320 €   | 660 €     | 0 € | 0 € |
| čtyřhra                             | 7 870 €  | 4 570 €   | 2 740 €       | 1 630 €        | 920 €     | —         | —         | —   | —   |
| částka ve čtyřhře je uvedena na pár |          |           |               |                |           |           |           |     |     |

## Mužská dvouhra

### Nasazení
| Stát                           | Hráč                    | ATP  | Nasazení |
| ------------------------------ | ----------------------- | ---- | -------- |
| Švýcarsko                      | Stan Wawrinka           | 17.  | 1.       |
| Francie                        | Pierre-Hugues Herbert   | 71.  | 2.       |
| Jižní Korea                    | Čong Hjon               | 142. | 3.       |
| Německo                        | Yannick Maden           | 149. | 4.       |
| Belgie                         | Kimmer Coppejans        | 154. | 5.       |
| Slovensko                      | Martin Kližan           | 159. | 6.       |
| Francie                        | Arthur Rinderknech      | 161. | 7.       |
| Lotyšsko                       | Ernests Gulbis          | 162. | 8.       |
| Rakousko                       | Sebastian Ofner         | 163. | 9.       |
| Kanada                         | Steven Diez             | 165. | 10.      |
| Spojené království             | Jay Clarke              | 167. | 11.      |
| Ukrajina                       | Serhij Stachovskyj      | 169. | 12.      |
| Nizozemsko                     | Robin Haase             | 170. | 13.      |
| Slovensko                      | Filip Horanský          | 171. | 14.      |
| Nizozemsko                     | Botic van de Zandschulp | 173. | 15.      |
| Kazachstán                     | Dmitrij Popko           | 176. | 16.      |
| Žebříček ATP k 16. březnu 2020 |                         |      |          |

### Jiné formy účasti
Následující hráči obdrželi divokou kartu do hlavní soutěže:
- Jonáš Forejtek
- Lukáš Klein
- Jiří Lehečka
- Michael Vrbenský
- Stan Wawrinka

Následující hráč nastoupil do hlavní soutěže pod žebříčkovou ochranou:
- Arthur De Greef

Následující hráči postoupili z kvalifikace:
- Marek Gengel[5]
- Gonçalo Oliveira[5]

## Mužská čtyřhra

### Nasazení
| Stát                                                                                     | Hráč            | Stát        | Hráč             | ATP  | Nasazení |
| ---------------------------------------------------------------------------------------- | --------------- | ----------- | ---------------- | ---- | -------- |
| Argentina                                                                                | Andrés Molteni  | Monako      | Hugo Nys         | 134. | 1.       |
| Nový Zéland                                                                              | Artem Sitak     | Slovensko   | Igor Zelenay     | 143. | 2.       |
| Švédsko                                                                                  | André Göransson | Portugalsko | Gonçalo Oliveira | 165. | 3.       |
| Nizozemsko                                                                               | Sander Arends   | Nizozemsko  | David Pel        | 176. | 4.       |
| Žebříček ATP ke 16. březnu 2020; číslo je součtem žebříčkového postavení obou členů páru |                 |             |                  |      |          |

### Jiné formy účasti
Následující páry obdržely divokou kartu do hlavní soutěže:
- Jonáš Forejtek /  Michael Vrbenský
- Jiří Lehečka /  Andrew Paulson
- Petr Nouza /  Matěj Vocel

## Přehled finále

### Mužská dvouhra
- Aslan Karacev vs.  Tallon Griekspoor, 6–4, 7–6(8–6)

### Mužská čtyřhra
- Sander Arends /  David Pel vs.  André Göransson /  Gonçalo Oliveira 7–5, 7–6(7–5)